# Minamoto no Masazane
Minamoto no Masazane (源 雅実?   1059-29 de marzo de 1127) fue un kugyō (cortesano japonés de clase alta) que vivió durante la era Heian. Fue miembro del clan Minamoto e hijo mayor del cortesano Minamoto no Akifusa. Fue el primer miembro del clan Minamoto en ascender al rango de Daijō Daijin (Canciller del Reino), y también padre fundador de la familia Koga, una de las familias de cortesanos (kuge) que formó parte del seigake.
Ingresó a la corte imperial en 1068 con el rango jugoi inferior, en 1069 fue nombrado chambelán, ascendido al rango jugoi superior y shōgoi inferior en 1073, promovido al rango jushii en 1074, asignado kurōdo no tō (encargado de los archivos imperiales) del Emperador Shirakawa en 1075 y promovido al rango jusanmi en 1077, convirtiéndose en cortesano de clase alta.
También en 1077 fue nombrado sangi y en 1078 fue vicegobernador de la provincia de Bizen. En 1079 fue promovido a los cargos de shōsanmi y junii, mientras que en 1083 fue designado gonchūnagon, en 1085 ascendido al rango shōnii y promovido a gondainagon en 1086.
En 1100 fue nombrado naidaijin hasta el 1115, cuando fue promovido a udaijin. Entre 1106 y 1107 fue tutor imperial, y en 1113 fue promovido al rango juichii. En 1123 fue promovido a Daijō Daijin, pero por enfermedad debió renunciar en 1124 y abandonó su vida como cortesano, convirtiéndose en monje budista (shukke) y tomando el nombre de Renkaku (蓮覚?). Fallecería en 1127 y sería enterrado en la residencia de Koga (distrito de Otagi, provincia de Yamashiro).
Tuvo como hijos a los cortesanos Minamoto no Akimoto y Minamoto no Masasada.